# Церковь Святой Троицы (Глубокое)
Церковь Святой Троицы — католический храм в городе Глубокое, Белоруссия. Относится к Глубокскому деканату Витебского диоцеза. Памятник архитектуры в стиле барокко, построен в 1764—1782 годах, перестроен в 1902—1908 годах. Расположен по адресу: ул. Советская, д. 1.

## История

### Речь Посполитая
Католический приход Святой Троицы в Глубоком основан воеводой мстиславским Юзефом Корсаком в 1628 году, им же был построен деревянный храм в стиле раннего барокко. С 1628 по 1764 гг. здание храма было деревянным. В 1642–54 годах был под управлением кармелитов.
Во время московского нашествия в 1654 году деревянный храм сгорел.. В 1674 г. еще велись работы по восстановлению: «костёл, сожженный неприятелем, еще не восстановлен». Деревянный храм был восстановлен около 1680 года.
С 1764 по 1782 годы было возведено каменное здание Костёла Святой Троицы в стиле позднего барокко. Эту работу начал ксендз Антоний Ящолт (Jaszczołt), умерший в 1764 году, который довел строительство до уровня окон. В 1768 году строительство храма было завершено кс. Михаилом Федоровичем. Костёл освятил виленский суффраган Петр Точиловский 11 июня 1783 г. (согласно табличке на здании: 13 июля 1783 г.).

### Российская империя
В 1812 году храм был занят наполеоновской армией и превращен в продовольственный склад. Ремонт здания около 1825 г. производил кс. Матеуш Чеслакевич. В 1840 году пожар уничтожил башни храма.
В 1878 году российские власти закрыли в Глубоком монастырь кармелитов, а кармелитский храм, ещё один католический храм Глубокого, был превращён в православную церковь Рождества Богородицы, в каком качестве она используется и в наши дни. Троицкий храм остался единственным католическим храмом Глубокого, но так как он с трудом вмещал всех прихожан, возникла потребность в его расширении.
В 1886 году настоятелем Глубокского прихода Дисненского деканата был ксендз Адам Якубовский. Перестройка храма проходила в 1902—1908 годах по проекту виленского инженера-архитектора Антония Дубовика. Строительные работы выполнял мастер из г. Глубокое Юзеф Романовский. Перестройка оставила нетронутым главный фасад XVIII века, остальная часть храма была построена в псевдобарочном стиле, имитирующем виленское барокко. После расширения однонефная церковь превратилась в трёхнефную.
Также в костёле находятся иконы «Матерь Божья Глубокская» и «Матерь Божья Подхорная».

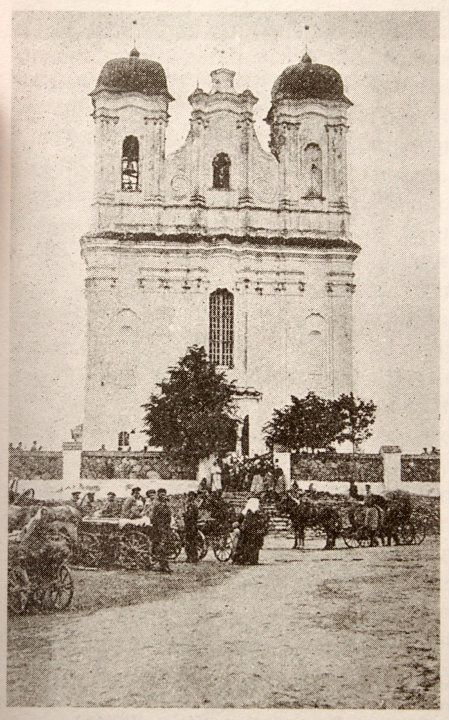
Костёл в XIX веке
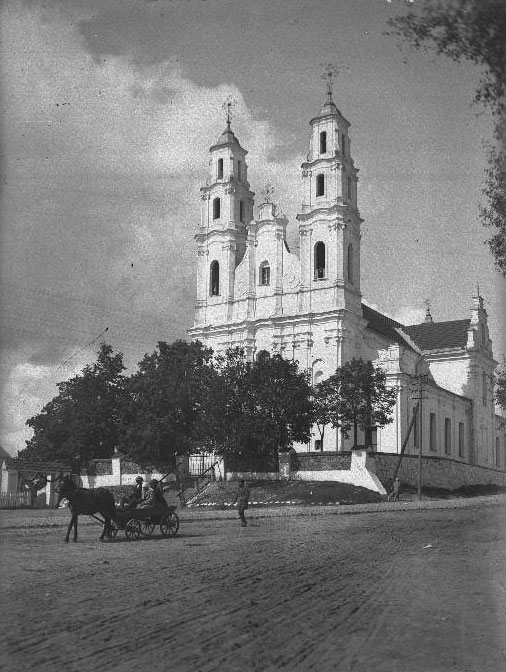
Костёл в 1939 году

## Архитектура
Церковь Святой Троицы — двухбашенная базилика, главный фасад XVIII века выполнен в позднебарочном стиле, остальные части храма начала XX века — в псевдобарочном. Размеры храма — 41 х 21,5×12,5 м.